# Karpoš
Karpoš, ( Kratovo, 16__? - Skopje, 1689.) Vođa velikog ustanka u sjeveroistočnoj 
Makedoniji protiv otomanske vlasti 1689. U to doba je austrijska vojska pod generalom Piccolominijem za cara Svetog Rimskog Carstva Leopolda I, poduzela veliku vojnu ofanzivu protiv Otomanskog carstva.

## Životopis
O mjestu i točnom vremenu njegova rođenja pouzdano se malo toga zna. Ali se zna da je Karpoš radio u kratovskim rudnicima, kao i to da je u svojoj prošlosti bio hajduk (čovjek izvan zakona, zbog nekog delikta), svakako se pouzdano zna da je imao veza s austrijskom dvorskom kancelarijom. 

## Karpošev ustanak
Austrijska vojska je u svom nenadano uspješnom i dubokom prodoru u krajeve pod Otomanskom vlašću poticala lokalno kršćansko stanovništvo na otpor i borbu protiv otomanske vlasti. Karpoš se tom pozivu odazvao, i okupio oko 15 000 ustanika. U vrlo kratkom vremenu ( u turskoj vojsci vladalo je veliko rasulo), uspio je osloboditi veliki dio sjeveroistočnе Sjeverne Makedonije (Kratovo, Krivu Palanku, Kumanovo, Veles i Demir Kapiju ).
Piccolomini je prodro do Skopja, kojeg je zapalio i potom krenuo na Kosovo  (prezimiti) tu je iznenadno obolio i umro ( Prizren, 9 studeni 1689.) Nakon toga se austrijska vojska stala povlačiti, potom je uslijedila velika vojna ofenziva tursko-tatarskih trupa na ustanike. Njihov otpor je slomljen zauzećem Kumanova, Karpoš je zarobljen i pogubljen u Skopju početkom studenog 1689.
Danas, jedna od četvrti grada Skoplja nosi njegove ime.